# El barberillo de Lavapiés

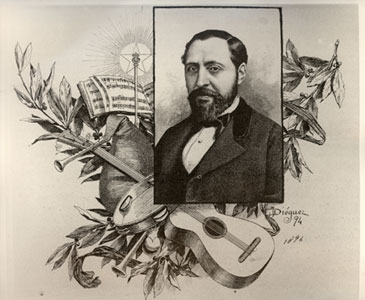
Barbieri

El barberillo de Lavapiés (le Petit Barbier de Lavapiès) est une zarzuela espagnole, emblématique du genre.

## Contexte
Cette zarzuela en trois actes de Francisco Asenjo Barbieri fut composée sur un livret de Luis Mariano de Larra (es) (1830-1901), fils du célèbre Mariano José de Larra, connu sous le nom de Fígaro. Elle fut créée le 19 décembre 1874 au Teatro de la Zarzuela à Madrid et obtint un grand succès auprès de la critique et du public
Bien que nous ne connaissions pas les motifs qui ont porté Barbieri à se mettre en contact avec Larra pour la conception du livret, la correspondance qu'ils échangèrent durant l'été contient des données intéressantes concernant le processus d'écriture de l'œuvre, et révèle les efforts que déployèrent les deux auteurs pour éviter de trop grandes ressemblances entre cette nouvelle œuvre et une de ses autres œuvres bien connue, Pan y toros.

## Construction
Cette Zarzuela contient un argument pseudo-historique d'intrigues politiques, qui se déroule à Madrid sous Charles III d'Espagne. Cet argument rompt avec la tradition pour une « Zarzuela grande », dont Barbieri avait déjà écrit plusieurs épisodes (Jugar con fuego, Los diamantes de la corona, Pan y toros). Ce nouveau style servira de modèle aux générations suivantes.
Tant dans son titre que dans certaines tournures verbales du livret, l'œuvre parodie Le Barbier de Séville, le célèbre  opéra-bouffe de Gioachino Rossini. Cependant, il change complètement le contexte, et fait perdre de vue au spectateur l'œuvre parodiée. Beaumarchais avait situé le Figaro du XVIIIe siècle dans la pittoresque Séville. Larra décida que le petit barbier du XIXe siècle se situerait dans une zone urbaine et mouvementée : l'ancien quartier madrilène de Lavapiés, très densément peuplé. 
Bien que l'argument soit temporellement éloigné du spectateur, de nombreux éléments concrets donnent une réalité à l'intrigue, comme les rues et églises de Madrid où se situe l'action. Cette zarzuela traduit, plus que toute autre œuvre de Barbieri, l'âme de Madrid.
Le Barberillo de Lavapiés montre au spectateur deux mondes parallèles, caractéristique propre au genre : le monde des « antihéros », le barbier Lamparilla et Paloma, et le monde aristocratique, représenté par la Marquise Estrella et Don Luis de Haro. Mais à la différence des autres zarzuelas grandes, les deux personnages comiques sont de véritables protagonistes de l'histoire.